# Station Gainsborough Central
Gainsborough Central is een spoorwegstation van National Rail in Gainsborough, West Lindsey in Engeland. Het station is eigendom van Network Rail en wordt beheerd door Northern Rail. Het station is geopend in 1849.